# Anthony Anderson

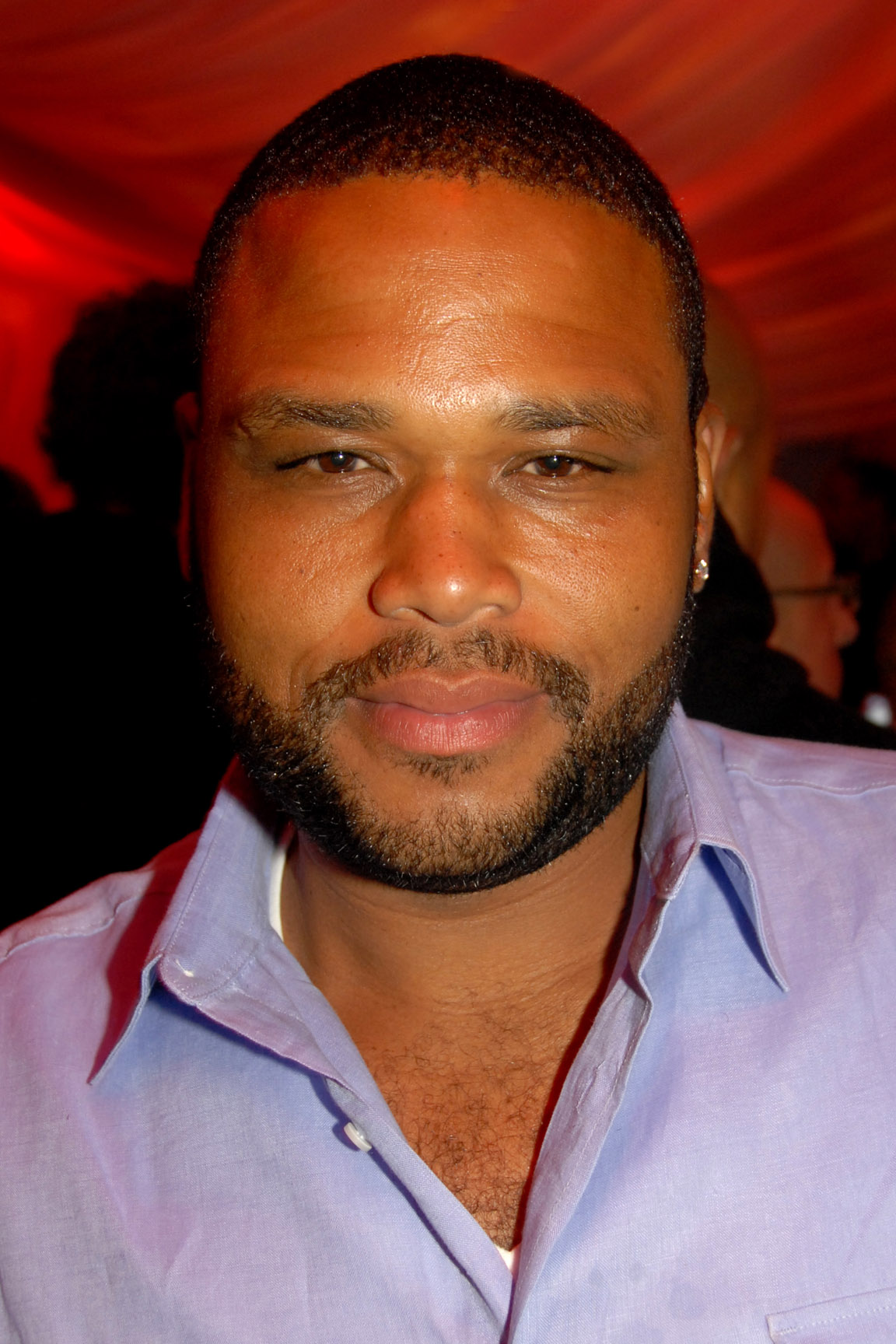
Anthony Anderson (2010)

Anthony Anderson (* 15. August 1970 in Los Angeles) ist ein US-amerikanischer Schauspieler und Komiker.

## Leben und Karriere
Anthony Anderson hatte seinen Durchbruch als Schauspieler 2000 mit seinem Part in Romeo Must Die. Vorher war er vor allem durch die Fernsehsendung Hang Time bekannt geworden. 2003 bekam Anderson seine eigene Sitcom bei WB. All About the Andersons wurde jedoch nach nur einer Staffel abgesetzt. Von März 2005 bis 2007 spielte er wiederkehrend in der Erfolgsserie The Shield – Gesetz der Gewalt.
Ab 2008 spielte er den Detective Kevin Bernard in den letzten drei Staffeln der US-Erfolgsserie Law & Order. Er tauchte schon 2006 in der Tochterserie Law & Order: Special Victims Unit in der 159. Folge auf, jedoch als Detective Lucius Blaine.
Seit 2014 ist er in der Comedyserie Black-ish in der Hauptrolle des Andre „Dre“ Johnson, Sr zu sehen. Seine darstellerischen Leistungen brachten ihm bislang sechs Nominierungen für einen Emmy in der Kategorie Bester Hauptdarsteller – Comedyserie ein.
In den meisten seiner Filme wird Anderson von Jan Odle synchronisiert.
Anderson war in der siebten Folge der zweiten Staffel der US-amerikanischen Version von The Masked Singer Gastmitglied des Rateteams. Im September 2023 nahm er als Rubber Ducky an der zehnten Staffel von The Masked Singer teil und erreichte den 16. Platz.

## Filmografie (Auswahl)
- 1995: Night Stand (Fernsehserie, Folge 1x35 Salute to Getting Off Easy)
- 1999: Trippin’
- 1999: Lebenslänglich (Life)
- 1999: Liberty Heights
- 2000: Romeo Must Die
- 2000: Ally McBeal (Fernsehserie, 2 Folgen)
- 2000: Big Mama’s Haus (Big Momma’s House)
- 2000: Ich, beide & sie (Me, Myself & Irene)
- 2000: Düstere Legenden 2 (Urban Legends: Final Cut)
- 2001: Kingdom Come
- 2001: Spot (See Spot Run)
- 2001: Exit Wounds – Die Copjäger (Exit Wounds)
- 2001: 10 Regeln der Liebe (Two Can Play That Game)
- 2002: Barbershop
- 2003: Malibu’s Most Wanted
- 2003: Born 2 Die (Cradle 2 The Grave)
- 2003: Kangaroo Jack
- 2003: Scary Movie 3
- 2004: My Baby’s Daddy – Groove-Alarm am Wickeltisch (My Baby’s Daddy)
- 2004: Agent Cody Banks 2: Mission London (Agent Cody Banks 2: Destination London)
- 2004: Harold & Kumar (Harold & Kumar Go to White Castle)
- 2005: Wer entführt Mr. King? (King’s Ransom)
- 2005: Hustle & Flow
- 2005–2007: The Shield – Gesetz der Gewalt (The Shield, Fernsehserie, 15 Folgen)
- 2006: Scary Movie 4
- 2006: The Last Stand
- 2006: Departed – Unter Feinden (The Departed)
- 2006: Law & Order: Special Victims Unit (Fernsehserie, Folge 7x20 Fat)
- 2007: Transformers
- 2007–2008: K-Ville (Fernsehserie, 11 Folgen)
- 2008–2010, 2022: Law & Order (Fernsehserie, 60 Folgen)
- 2010: Plan B für die Liebe (The Back-up Plan)
- 2011: Scream 4
- 2011: Ein Jahr vogelfrei! (The Big Year)
- 2012: Psych (Fernsehserie, Folge 6x15)
- 2012: Treme (Fernsehserie, 4 Folgen)
- 2012–2013: Guys with Kids (Fernsehserie, 17 Folgen)
- 2013: 20 Minutes – The Power of Few (The Power of Few)
- 2013: Zwei vom alten Schlag (Grudge Match)
- 2014–2022: Black-ish (Fernsehserie)
- 2014: Warte, bis es dunkel wird (The Town That Dreaded Sundown)
- 2017: Ferdinand – Geht STIERisch ab! (Ferdinand, Stimme)
- 2017: Small Town Crime
- 2019: Beats
- 2023: You People
- 2025: G20